# 628 v. Chr.
Portal Geschichte | Portal Biografien | Aktuelle Ereignisse | Jahreskalender | Tagesartikel

◄ |
8. Jahrhundert v. Chr. |
7. Jahrhundert v. Chr. |
6. Jahrhundert v. Chr. |
►

◄ | 640er v. Chr. | 630er v. Chr. | 620er v. Chr. | 610er v. Chr. |
600er v. Chr. |
►

◄◄ | ◄ | 631 v. Chr. | 630 v. Chr. | 629 v. Chr. | 628 v. Chr. |
627 v. Chr. |
626 v. Chr. |
625 v. Chr. |
► |
►►

## Ereignisse

### Politik und Weltgeschehen
- Wen von Jin, Herrscher des chinesischen Teilreichs Jin und einer der fünf Hegemonen zur Zeit der Frühlings- und Herbstannalen, stirbt. Nachfolger auf dem Thron wird sein Sohn Xiang.

- um 628: Periander wird Nachfolger seines Vaters Kypselos als Tyrann von Korinth.

### Sport
- Eutelidas aus Sparta wird Olympiasieger im Ringen der Jungen und im Pentathlon (möglicherweise auch im Pankration) der Jungen, der in diesem Jahr zum ersten und einzigen Mal ausgetragen wird.

## Gestorben
- Wen von Jin, Herrscher des chinesischen Teilreichs Jin und einer der fünf Hegemonen zur Zeit der Frühlings- und Herbstannalen (* verm. 697 v. Chr.)